# Delfim Moreira (đô thị)
Delfim Moreira là một đô thị thuộc bang Minas Gerais, Brasil. Đô thị này có diện tích 408,181 km², dân số năm 2007 là 8052 người, mật độ 20 người/km².